# Concepción de La Vega
Concepción de La Vega (eller La Vega kort och gott) är en kommun i centrala Dominikanska republiken och är den administrativa huvudorten för provinsen La Vega. Kommunen har i cirka 248 000 invånare.